# Lijst van nummer 1-hits in de Radio 2 Top 30 in 2009
Deze hits stonden in 2009 op nummer 1 in de Vlaamse Radio 2 Top 30.
| Nummer | Datum        | Artiest                             | Titel                           |
| ------ | ------------ | ----------------------------------- | ------------------------------- |
| 621    | 3 januari    | Amy Macdonald                       | Mr. Rock & Roll                 |
|        | 10 januari   | Amy Macdonald                       | Mr. Rock & Roll                 |
|        | 17 januari   | Amy Macdonald                       | Mr. Rock & Roll                 |
|        | 24 januari   | Amy Macdonald                       | Mr. Rock & Roll                 |
|        | 31 januari   | Amy Macdonald                       | Mr. Rock & Roll                 |
| 622    | 7 februari   | Pussycat Dolls                      | I hate this part                |
|        | 14 februari  | Pussycat Dolls                      | I hate this part                |
| 623    | 21 februari  | Natalia                             | All or nothing                  |
|        | 28 januari   | Natalia                             | All or nothing                  |
| 624    | 7 maart      | Lily Allen                          | The fear                        |
|        | 14 maart     | Lily Allen                          | The fear                        |
|        | 21 maart     | Lily Allen                          | The fear                        |
|        | 28 maart     | Lily Allen                          | The fear                        |
|        | 4 april      | Lily Allen                          | The fear                        |
| 625    | 11 april     | Alesha Dixon                        | The boy does nothing            |
|        | 18 april     | Alesha Dixon                        | The boy does nothing            |
| 626    | 25 april     | Lady Linn and her Magnificent Seven | I don't wanna dance             |
|        | 2 mei        | Lady Linn and her Magnificent Seven | I don't wanna dance             |
| 627    | 9 mei        | Hadise                              | Düm tek tek                     |
|        | 16 mei       | Hadise                              | Düm tek tek                     |
|        | 23 mei       | Hadise                              | Düm tek tek                     |
|        | 30 mei       | Hadise                              | Düm tek tek                     |
| 628    | 6 juni       | Lilly Allen                         | Fuck you                        |
|        | 13 juni      | Lilly Allen                         | Fuck you                        |
|        | 20 juni      | Lilly Allen                         | Fuck you                        |
|        | 27 juni      | Lilly Allen                         | Fuck you                        |
|        | 4 juli       | Lilly Allen                         | Fuck you                        |
|        | 11 juli      | Lilly Allen                         | Fuck you                        |
|        | 18 juli      | Lilly Allen                         | Fuck you                        |
|        | 25 juli      | Lilly Allen                         | Fuck you                        |
|        | 1 augustus   | Lilly Allen                         | Fuck you                        |
| 629    | 8 augustus   | Pitbull                             | I know you want me (Calle ocho) |
|        | 15 augustus  | Pitbull                             | I know you want me (Calle ocho) |
| 630    | 22 augustus  | Diggy Dex & Eva De Roovere          | Slaap lekker (Fantastig toch)   |
|        | 29 augustus  | Diggy Dex & Eva De Roovere          | Slaap lekker (Fantastig toch)   |
|        | 5 september  | Diggy Dex & Eva De Roovere          | Slaap lekker (Fantastig toch)   |
|        | 12 september | Diggy Dex & Eva De Roovere          | Slaap lekker (Fantastig toch)   |
|        | 19 september | Diggy Dex & Eva De Roovere          | Slaap lekker (Fantastig toch)   |
| 631    | 26 september | Mika                                | We are golden                   |
|        | 3 oktober    | Mika                                | We are golden                   |
|        | 10 oktober   | Mika                                | We are golden                   |
|        | 17 oktober   | Mika                                | We are golden                   |
|        | 24 oktober   | Mika                                | We are golden                   |
| 632    | 31 oktober   | Shakira                             | She wolf                        |
|        | 7 november   | Shakira                             | She wolf                        |
| 633    | 14 november  | Absynthe Minded                     | Envoi                           |
|        | 21 november  | Absynthe Minded                     | Envoi                           |
|        | 28 november  | Absynthe Minded                     | Envoi                           |
|        | 5 december   | Absynthe Minded                     | Envoi                           |
|        | 12 december  | Absynthe Minded                     | Envoi                           |
|        | 19 december  | Absynthe Minded                     | Envoi                           |
|        | 26 december  | Absynthe Minded                     | Envoi                           |